# Proceroplatus juberthiei
Proceroplatus juberthiei är en tvåvingeart som beskrevs av Loïc Matile 1982. Proceroplatus juberthiei ingår i släktet Proceroplatus och familjen platthornsmyggor.
Artens utbredningsområde är Guadeloupe. Inga underarter finns listade i Catalogue of Life.